# Dickens (cràter)
Dickens és un cràter d'impacte en el planeta Mercuri de 77,31 km de diàmetre. Porta el nom del novel·lista anglès Charles Dickens (1812-1870), i el seu nom va ser aprovat per la Unió Astronòmica Internacional el 1976.